# Нафтогазоконденсатне родовище
Нафтогазоконденсатне родовище (рос. нефтегазоконденсатное месторождение; англ. oil-gas condensate field, нім. Erdöl- und Erdgaskondensat-Lagerstätte f) — нафтове родовище, яке містить у своєму складі або одночасно самостійні газонафтові (нафтогазові) і газоконденсатні (конденсатні) поклади, або хоч би один нафтогазоконденсатний поклад (газоконденсатний поклад) ; поряд з ним в розрізі родовища можуть бути зустрінуті газоконденсатнонафтові, газові, нафтові, газоконденсатногазонафтові поклади.

## Розробка газоконденсатонафтових родовищ
Див. докладніше Розробка газоконденсатонафтових родовищ
Раціональна розробка газоконденсатонафтових родовищ полягає насамперед у виборі й обґрунтуванні найбільш доцільних, економічно вигідних методів, що забезпечують високі коефіцієнти конденсатонафтовіддачі.
Залежно від конкретних умов характеристики покладів, потреб у газі, конденсаті й нафті; рівня технічної оснащеності і існуючої техніко-економічної політики визначається порядок розробки родовища.